# Geschichte der Juden in Libyen

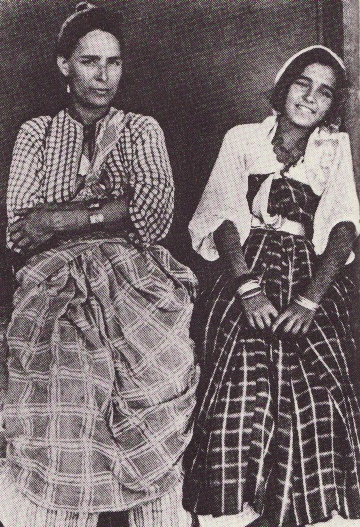
Jüdische Frauen aus Tripolis in traditioneller Kleidung 1914

Die Geschichte der Juden in Libyen begann in der griechischen Kyrenaika vor rund 2500 Jahren. Sie hat ihre Spuren in der Bibel hinterlassen und wurde in wechselnder Herrschaft über Libyen von Puniern, Römern, Berbern, Vandalen, Arabern, Türken und Italienern geprägt. Nach der Gründung des Staates Israel wurden zwischen 1949 und 1951 32.000 Juden vertrieben, was 90 % ihrer Gemeinschaft entsprach. Im Gefolge des Sechstagekriegs wurde der überwiegende Teil der verbliebenen Juden evakuiert, und unter Muammar al-Gaddafi siedelte die letzte verbliebene Jüdin 2003 nach Rom über. Libysche Juden und ihre Nachkommen leben heute vor allem in Israel, aber auch in Italien.

## Altertum

### Kyrenaika

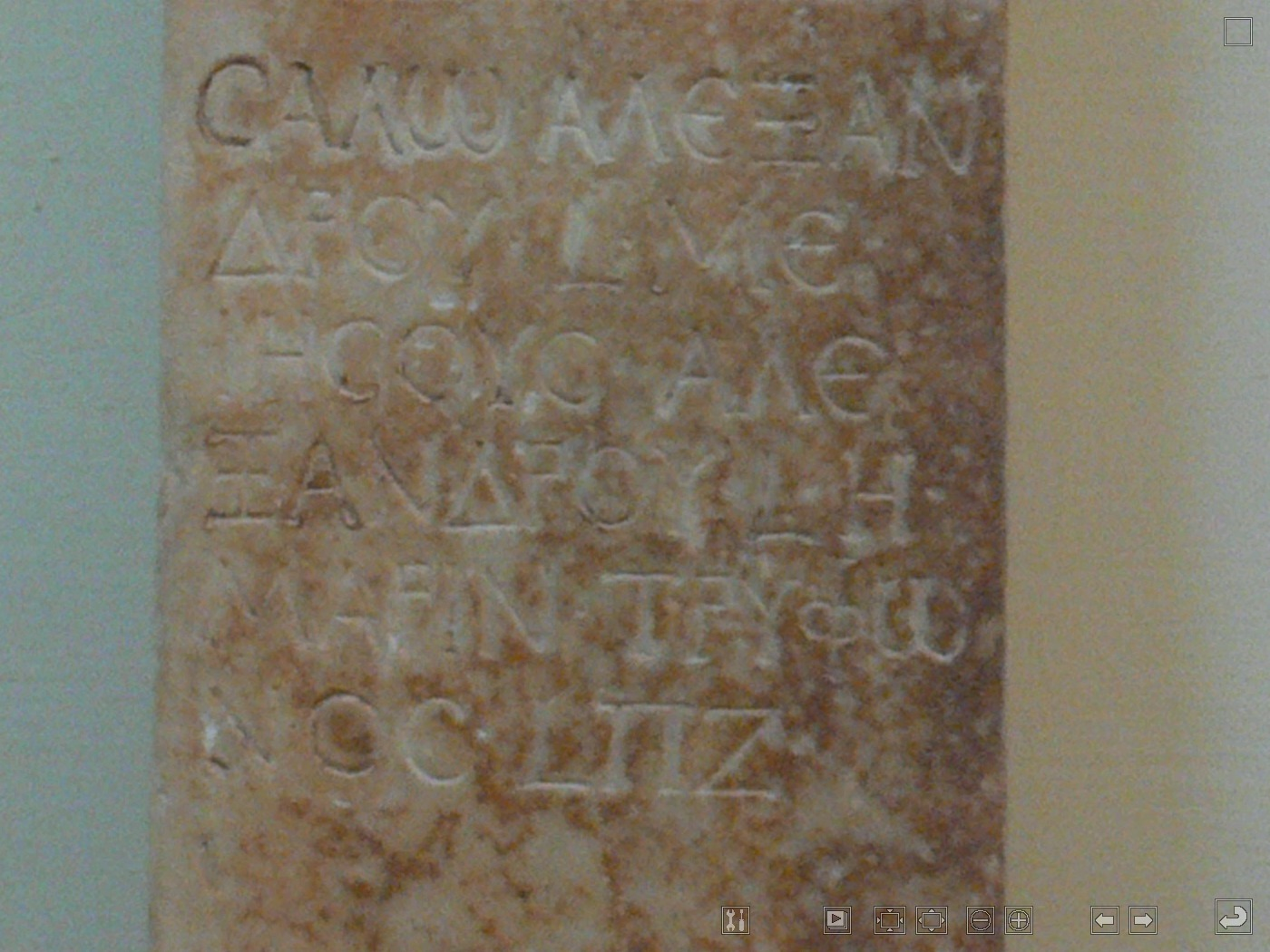
Griechische Inschrift auf der Grabstele einer jüdischen Familie aus der Kyrenaika (1. Jahrhundert v. Chr.)

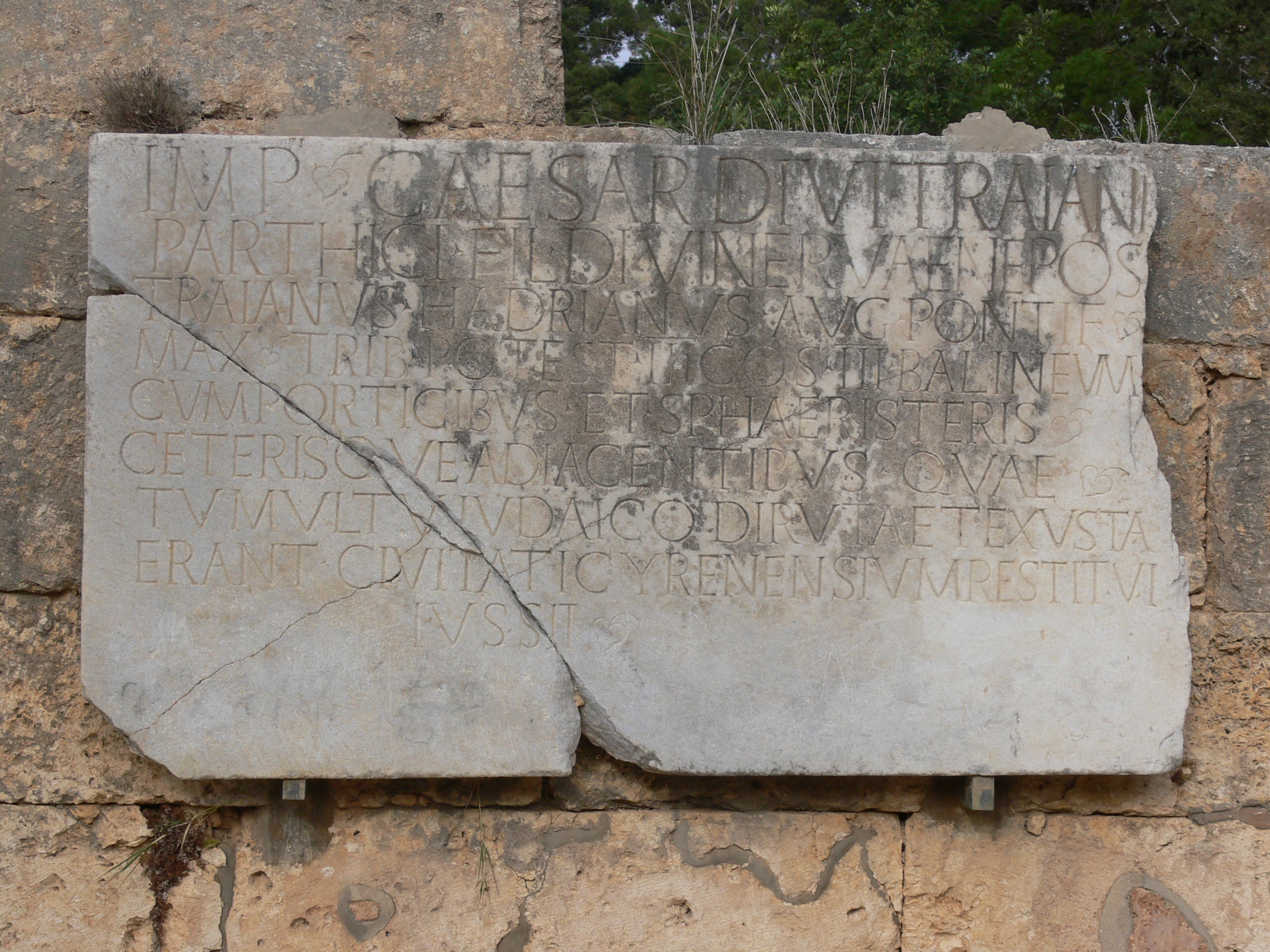
Tumultus Judaicus – Schrifttafel an den trajanischen Thermen von Kyrene

Die Kyrenaika, also das heutige Ost-Libyen, war ab dem 7. Jahrhundert v. Chr. Siedlungsraum der Griechen und verfügte schon bald über einen starken jüdischen Bevölkerungsanteil. Die wohl älteste hebräische Inschrift in Libyen ist der Name des Besitzers auf einem Siegelstein, der in der Stadt Kyrene, dem Zentrum des Siedlungsgebiets der Griechen, gefunden wurde. Er konnte nur grob auf das zehnte bis vierte Jahrhundert vor Christus datiert werden. Aus dem ersten Jahrhundert v. Chr. stammt eine Grabstele, ausgestellt im kleinen Museum von Marsa Susa am Rande des antiken Apollonia, der früheren Hafenstadt von Kyrene, mit Namen und Alter von drei Personen einer jüdischen Familie. Weitere ähnliche Funde belegen, dass es in allen fünf Städten der Pentapolis jüdische Gemeinden gab.
Die ältesten jüdischen Diaspora-Gemeinden in Libyen gehen laut Flavius Josephus auf den Diadochen Ptolemäus I. (305–285 v. Chr.) zurück. Er soll Juden aus Alexandria in Kyrene und anderen Städten Ost-Libyens angesiedelt haben, um dieses Gebiet seines Reiches besser unter Kontrolle zu haben. Von ihrer starken Verbreitung und ihrem Einfluss in der Kyrenaika, die 74 v. Chr. römische Provinz wurde, berichtet Flavius Josephus, indem er den griechischen Geschichtsschreiber Strabon (ca. 63 v. Chr. bis 23 n. Chr.) zitiert: „In der Stadt Kyrene gab es vier Klassen: Bürger, Bauern, Metöken und Juden. Sie sind bereits in jede Stadt gekommen, und man kann nicht leicht einen Ort in der Welt finden, der nicht dieses Geschlecht aufgenommen hat und von ihm eingenommen wird.“ Allerdings wurden zur Zeit Strabons die Juden in der Kyrenaika von ihren griechischen Nachbarn so drangsaliert und bestohlen, dass Kaiser Augustus ihre Position per Dekret stärken musste. Er bestätigte den Juden das Recht freier Religionsausübung, erlaubte ausdrücklich die Abführung von Tempelgeldern nach Jerusalem und erklärte, deren Entwendung sei als Tempelraub zu bestrafen.
Nachdem 70 n. Chr. der erste große Aufstand der Juden in Palästina von Titus niedergeworfen und der Tempel von Jerusalem zerstört war, kam es im Jahre 73 in Kyrene zu dem vergeblichen Versuch eines Sikariers, den Kampf gegen die Römer wieder aufzunehmen. Große Verwüstungen und einen hohen Blutzoll – der Geschichtsschreiber Cassius Dio spricht von über 200.000 getöteten Römern und Griechen – forderte der jüdische Diasporaaufstand, der 115 von Kyrene ausging. Seine Niederwerfung verlangte den Römern große militärische Anstrengungen ab und dezimierte letztlich die jüdische Bevölkerung in der Kyrenaika, Zypern und Ägypten. An Hadrians Wiederaufbau der Stadt Kyrene nach diesem Tumultus Judaicus erinnern mehrere noch heute erhaltene lateinische Inschriften.
Wichtige Quellen zum Gemeindeleben in der Kyrenaika sind die in der frühen römischen Kaiserzeit entstandenen griechischen Inschriften von Berenike (Euhesperides), dem heutigen Bengasi. Das jüngere von zwei Ehrendekreten des jüdischen Politeuma der Stadt stammt von 24/25 n. Chr. Es war laut Inschrift an prominenter Stelle im „Amphitheater“ der Stadt angebracht und verlieh dem Dank der jüdischen Gemeinde an den römischen Präfekten Marcus Tittius für dessen humanen Umgang mit den Juden Ausdruck.

### Kyrene in der Bibel
Die Existenz jüdischer Gemeinden in der Kyrenaika ist auch aus der Bibel herauszulesen. So taucht in den Apokryphen ein Autor Jason von Kyrene auf, dessen nicht erhaltenes fünfbändiges Geschichtswerk die Basis für das Zweite Buch der Makkabäer bildete. Es ergänzt die im Ersten Buch der Makkabäer enthaltene Berichterstattung über den jüdischen Freiheitskampf gegen die Seleukiden (167–142 v. Chr.). Zu den Adressaten eines Rundschreibens des römischen Senats zugunsten der Juden von 139/138 v. Chr., das im Ersten Buch der Makkabäer erwähnt wird, gehört Kyrene.
Auch im Neuen Testament wird Kyrene mehrfach genannt. So wird beispielsweise ein Mann namens Simon von Kyrene, eventuell ein in Jerusalem lebender Diaspora-Jude aus der Kyrenaika, von römischen Soldaten gezwungen, das Kreuz Christi zu tragen. Und der Apostelgeschichte ist zu entnehmen, dass Diasporajuden aus Kyrene in Jerusalem eine eigene Synagoge hatten.

### Tripolitanien
Es ist nicht unwahrscheinlich, dass sich Juden bereits ab 813 v. Chr. im Gefolge der sprachverwandten phönizischen Siedler längs der nordafrikanischen Küste niedergelassen haben. Gesicherte jüdische Spuren aus vorrömischer Zeit sind westlich der Kyrenaika allerdings praktisch nicht vorhanden. In Tripolitanien, das zum neu entstandenen punischen Kulturraum mit Zentrum Karthago gehörte, gab es ab 70 n. Chr. nach der Zerstörung des Tempels von Jerusalem jüdische Einwanderer in größerer Zahl. Zuwanderungswellen dürfte auch die Niederschlagung des Diasporaaufstands und des Bar-Kochba-Aufstands ausgelöst haben. Hinweise auf jüdische Gemeinden wurden in Leptis Magna und Oea, dem heutigen Tripolis, gefunden.
Carthago, im Nachbarland Tunesien, muss eine starke Anziehungskraft auf jüdische Händler und Siedler ausgeübt haben. Nach der totalen Zerstörung des punischen Metropole 146 v. Chr. baute sie erst Kaiser Augustus wieder auf und machte sie zur Hauptstadt der 27 v. Chr. gebildeten Provinz Africa proconsularis. Die am nordwestlichen Stadtrand Carthagos unter dem Gammarth-Hügel gefundene große Nekropole aus dem ersten bis fünften Jahrhundert enthält zahlreiche jüdische Schiebegräber. Eine aktuelle Zusammenstellung der archäologischen Tatbestände und deren neutrale Analyse hebt allerdings die stark lokale (nordafrikanische) Prägung der in Gammarth beobachtbaren Bestattungskultur hervor und hinterfragt den Grad talmudischer Einflüsse.
Schon der frühe christliche Schriftsteller Tertullian (ca. 150–230 n. Chr.) berichtete aus Carthago von missionarischer Aktivität der Juden, und der islamische Historiker Ibn Chaldun (1332–1406) erwähnt in seinem Werk über die Geschichte der Berber, dass diese vor der muslimischen Eroberung zum Teil jüdischen Glaubens gewesen seien. Zu den explizit genannten Stämmen gehören nicht nur die Dscharawa aus dem Aurès mit ihrer berühmten Führerin al-Kahina, sondern auch die „Nefouca, Berber aus Ifriqiya“. Ifrīqiya ist die mittelalterliche Bezeichnung für das Gebiet der römischen Provinz Africa proconsularis, die auch Tripolitanien einschließt, und die Nefouca teilen ihren Namen mit den Nefusa-Bergen, welche sich hinter der flachen Küstenzone Tripolitaniens erheben. Die von Ibn Chaldun angeführten wesentlich älteren Theorien über die Abstammung der Berber von Einwanderern aus Palästina dürften allerdings in die Kategorie der Legenden gehören.
Im Lauf der Jahrhunderte hatten sich die indigenen Berber in Sprache und religiösen Vorstellungen den semitischen Phöniziern und Juden stark angenähert. Aber auch Juden, die im Hinterland Libyens lebten, haben ihrerseits Sitten der Berber übernommen.

## Spätantike
Bereits in der klassischen römischen Kaiserzeit war Libyen wegen seiner jüdischen Gemeinden und der geringen Entfernung zu Palästina ein wichtiges Ziel der ersten christlichen Missionsarbeit, die in Konkurrenz zu jüdischen Bekehrungsbemühungen stand. Die nordafrikanischen Christenführer bekämpften daher die Juden, so etwa der Kirchenvater Tertullian aus Carthago mit seiner Streitschrift Adversus Judaeos. Der Konflikt blieb ohne große Folgen, solange die römischen Kaiser, beispielsweise der aus Tripolitanien stammende Septimius Severus und sein Sohn und Nachfolger Caracalla die Christen verfolgten und die Juden weiterhin privilegiert behandelten. Tendenziell änderte sich aber die Lage, als Konstantin der Große ab 313 mit der Mailänder Vereinbarung das Christentum förderte und dieses ab 380 zur Staatsreligion avancierte. Konstantins Nachfolger verschlechterten mit Konzilsentscheiden und Gesetzen den rechtlichen Staus der Juden. So wurden beispielsweise 388 n. Chr. Eheschließungen zwischen Christen und Juden verboten.
Die Grenze, die bei der Reichsteilung von 395 nach Chr. zwischen den beiden römischen Reichen entstand, verlief mitten durch Libyen. Nach dem Einfall der Vandalen, die Carthago im Jahre 439 zu ihrer Hauptstadt machten, blieb Libyens Westen ein Jahrhundert Teil des Vandalenreichs. Es ist anzunehmen, dass die arianischen Vandalenherrscher toleranter gegen die Juden waren als zuvor die christlichen Kaiser. Die Rückeroberung Libyens durch Justinian I. brachte dem Land nicht nur dessen rege Bautätigkeit, die Prokop in seinem Buch de aedificiis beschreibt, sondern auch dessen radikale Christianisierungspolitik, die „Götzendiener“ und Getaufte, die „mit dem Irrtum der Heiden weiter leben“, mit der Todesstrafe bedrohte. Zusätzlich erhielt der Statthalter von Africa den Auftrag, sämtliche Synagogen sowie die Kirchen der Arianer und der Donatisten in Kirchen der Rechtgläubigen umzuwandeln. Diese Novelle wurde jedoch wegen der instabilen Lage in der Region nicht in die Tat umgesetzt. Von einem Ausnahmefall berichtet allerdings der Historiker Prokop: Über die jüdische Gemeinde Borieum (auch Borion) am Westrand der Kyrenaika verhängte Justinian eine Konversion zum Christentum und die Umwandlung der Synagoge in eine christliche Kirche – und das, obwohl in der Gemeinde die alte Überlieferung bestand, ihre Synagoge sei von König Salomo gebaut worden.

## Araber- und Türkenherrschaft

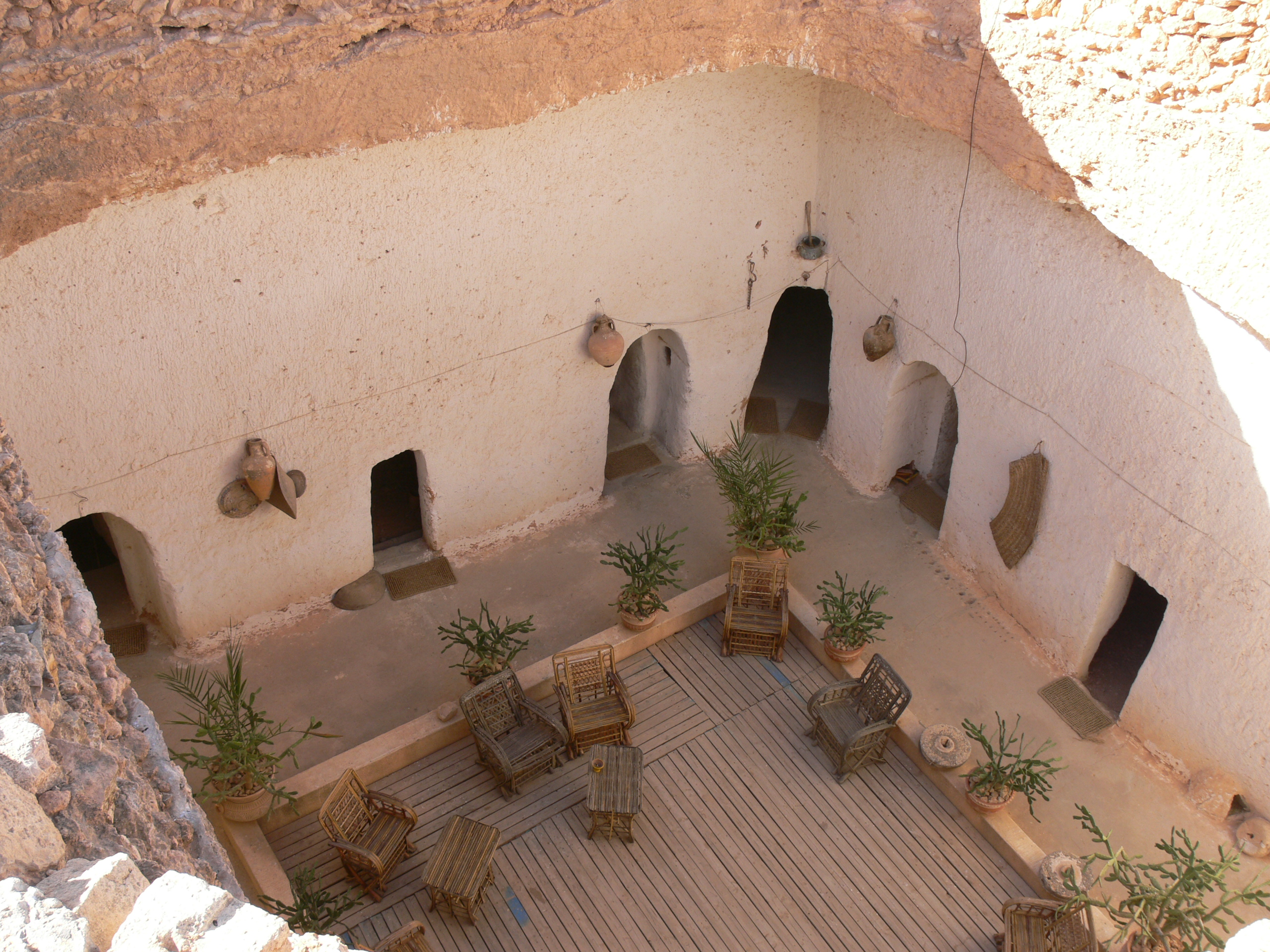
Heutige Troglodytenwohnung in Gharyan – so wohnten die Troglodyten-Juden!

Bei der Eroberung Nordafrikas durch die Araber wurde die Kyrenaika 643 und Tripolitanien 647 besetzt und das Land islamisiert. Nach Jahren der Unterdrückung durch Ostrom begrüßte vermutlich die überwiegende Mehrheit der Juden diesen Umbruch. Trotz mehrfach wechselnder arabischer Dynastien konnten sie mit ihrem Dhimma-Status, der sie zwar diskriminierte, ihnen aber immerhin die Ausübung ihrer Religion gestattete, über Jahrhunderte überwiegend gut mit den muslimischen Herrschern auskommen. Eine Ausnahme bildete die Herrschaft der Almohaden, die bis Tripolitanien und nach Spanien vorstießen und Juden und Christen gleichermaßen hart verfolgten.
Unter Kalif Muawiya I. (661–680), dem Gründer der Umayyaden-Dynastie, verwandelte sich die arabische Welt in einen säkularen Staat. Muawiya sah die Juden als treue Verbündete an und förderte ihre Ansiedlung in Tripolis. In der Zeit der Abbasiden engagierten sich die Juden stark im Fernhandel, und jüdische Siedlungen längs des Ost-West-Handelswegs durch Libyen waren dabei ein strategischer Vorteil. Im Nachbarland Tunesien entwickelte sich in der Zeit der schiitischen Fatimiden die jüdische Gemeinde von Kairouan zu einem bedeutsamen Zentrum der jüdischen Welt. Im Streit der Jeschiwot von Palästina und Bagdad um die Vorherrschaft in Nordafrika schrieb Rabbi Scherira Gaon 987 seinen historisch wichtigen Brief an die Juden von Kairouan.
Dass das jüdische Leben in Libyen im Goldenen Zeitalter nicht die Blüte erreichte wie im übrigen Maghreb und in Spanien, lässt ein Brief von Maimonides (ca. 1135–1204) vermuten. Er empfiehlt darin seinem Sohn, er solle den Kontakt mit Juden westlich von Djerba meiden. Diese seien ignorant und hätten ungewöhnliche Sitten. Tatsächlich dürften die häufig wechselnde Herrschaft über die Küste und Nomadenüberfälle aus dem Hinterland den Kontakt der jüdischen Gemeinden in Libyen mit den westlichen Nachbarn behindert haben.
Informationen über das Leben der libyschen Juden liefert auch die Geniza von Kairo. Berichtet wird beispielsweise in Briefen aus dem 11. Jahrhundert über einen Warenaustausch zwischen Sizilien und Tripolis am Vorabend des Endes der islamischen Herrschaft über Sizilien. Tripolitanien bildete auch nach der Reconquista einen wichtigen Fluchtpunkt für die Juden, die auf der Iberischen Halbinsel eine lange kulturelle Blüteperiode erlebt hatten und nach der Vertreibung der Mauren ihre Heimat aufgrund des Alhambra-Edikts von 1492 ebenfalls verlassen mussten. Bei Ankunft der Spanier in Tripolis 1510 flohen 800 jüdische Familien aus der Stadt. Ein Teil davon verstärkte in den Nafusa-Bergen bei Gharyan die Gemeinden der Troglodyten-Juden. Viele kehrten zurück, nachdem die Türken, die schon ab 1517 in der Kyrenaika auftraten, 1551 Tripolis erobert hatten.
Zu denen, die Spanien in Richtung Nordafrika verließen, gehörten die Vorfahren von Shimon ibn Lavi. Dieser Sefarde reorganisierte im 16. Jahrhundert das religiöse Leben der Juden in Libyen und gilt bis heute als Vater der libyschen Tradition im Judentum.
Vom 16. bis zum frühen 19. Jahrhundert grassierte im westlichen Mittelmeer die Piraterie der Barbareskenstaaten. Bei Lösegelderpressungen für gefangene Christen traten Juden häufig als Vermittler auf. Sie waren aber auch 1705 an der Verteidigung von Tripolis beteiligt, als der Bey von Tunis, Ibrahim el-Scherif, bei einer Strafaktion gegen Piraten die Stadt belagerte. Der überraschende Abbruch der Belagerung und damit die Rettung der Juden ist der Grund für ihr traditionelles Fest Purim Scherif. Ein weiteres regionales Purim-Fest, Purim Burghol, erinnert an die Erlösung der Stadt aus der Schreckensherrschaft des Korsaren gleichen Namens.
Von 1711 bis 1835 wurde Libyen von der weitgehend autonomen Dynastie der Qaramanli regiert. Danach übernahm 1835 die Hohe Pforte direkt die Verwaltung Libyens und hob alle bestehenden diskriminierenden Vorschriften für Juden auf. Der Rumäne Israel Joseph Benjamin, der Libyen Mitte des 19. Jahrhunderts bereiste, berichtete von fast 1000 jüdischen Familien mit acht Synagogen in Tripolis, 400 Familien mit zwei Synagogen in Bengasi sowie von acht weiteren kleinen Gemeinden – teilweise in Troglodyten. Die insgesamt 2200 Familien lebten von Handel, Hausieren, Handwerk (besonders Weberei und Schlosserei) und Landwirtschaft. Trotz ihrer verbrieften Rechte hätten sie unter der Intoleranz der Muslime zu leiden gehabt.
Schon bald nach der Einigung Italiens bemühte sich dieser junge Staat um Einfluss in Libyen. Bereits 1876 wurde eine italienische Schule in Tripolis eröffnet, die ein Jahr später auch Mädchen aufnahm. Die Eröffnung einer Schule der Alliance Israélite Universelle (AIU) im Jahre 1895 führte wegen ihrer modernen abendländischen Ausrichtung – sie nahm ebenfalls Mädchen auf – zu einer Spaltung der jüdischen Gemeinschaft.

## Italienische Herrschaft

Zahlenmäßige Verteilung der Juden in Libyen um 1939

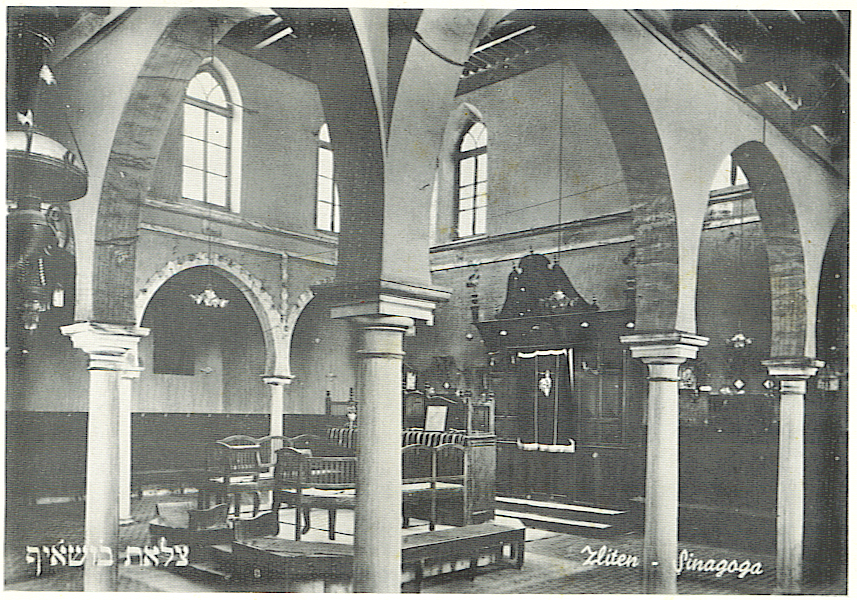
Slat Abn Schaif Synagoge in Zliten vor dem Zweiten Weltkrieg

Die kolonialistische Eroberung Libyens durch Italien setzte im Jahre 1911 ein und konzentrierte sich zunächst auf Tripolitanien. Der Fessan konnte erst 1924 und die Kyrenaika erst 1932 völlig unter Kontrolle gebracht werden. Die Zahl jüdischer Bürger wuchs an und betrug nach einer Erfassung von 1931 21.000 Personen in Tripolitanien, was etwa vier Prozent der Bevölkerung entsprach. Davon lebten 15.000 in Tripolis. In der Kyrenaika wurden 3000 Juden gezählt, davon über 2000 in Bengasi. Der Oberrabbiner in Tripolis und viele Rabbiner stammten aus Italien, desgleichen zahlreiche der oft aus Livorno eingewanderten Gläubigen.
Die Juden Libyens erfreuten sich während der ersten 25 Jahre einer gewissen Wertschätzung durch die italienische Kolonialmacht und erlebten eine Zeit des Wohlstands und des Fortschritts, bis in den 1930er Jahren der italienische Faschismus und die Allianz Italiens mit Nazideutschland zu erneuter Diskriminierung führten. Allerdings wurden die Gesetze des Mutterlandes von 1939 bis 1940 auf die Juden in Libyen nicht sofort angewandt, weil diese oft eine wichtige Rolle im Aufbau der Kolonie spielten. Nach dem Einmarsch des deutschen Afrikakorps 1941 zur Unterstützung der italienischen Truppen gegen die Briten wurden viele Juden Libyens von den Achsenmächten mit Zwangsarbeit in Frontnähe belegt, deportiert oder interniert. Nach zweimaligem Frontwechsel in Bengasi wurde fast die gesamte jüdische Bevölkerung wegen Sympathie mit dem Feind in die Nafusa-Berge deportiert. Im KZ Giado starb innerhalb von 14 Monaten fast ein Viertel der 2600 Insassen an Hunger und Typhus, bevor die Überlebenden im Januar 1943 durch die britische 8. Armee befreit wurden.

## Königreich und Massenexodus
Auf die Niederlage der deutschen und italienischen Truppen folgte von 1943 bis 1951 die Herrschaft einer britischen (Tripolitanien und Kyrenaika) und französischen (Fezzan) Treuhandadministration im Auftrag der Vereinten Nationen. Sie wurde 1951 durch das Königreich Libyen mit dem Herrscher Idris abgelöst. Die Briten konnten 1945 und 1948 wenig erreichen, als die durch den arabischen Nationalismus und den Zionismus sich rapide verschlechternden Beziehungen zwischen Arabern und Juden zu Pogromen führten. Das Pogrom von Tripolis 1945 begann am 4. Dezember 1945 mit antijüdischen Gewalttätigkeiten in der Hauptstadt, die auch auf andere Städte übergriffen. Insgesamt kamen 135 Juden sofort ums Leben, 300 werden verwundet – zum Teil tödlich. Die Juden bauten daraufhin eine Selbstverteidigungsorganisation auf, die bei Ausbruch erneuter Angriffe auf Juden nach Ausrufung des Staates Israel am 12. Juni 1948 ihr altes Quartier in Tripolis verteidigen konnte. Auf jüdischer Seite waren 14 Tote zu beklagen. Die Unruhen in Bengasi am 16. Juni forderten ein weiteres Opfer.
Da ihre Position im Lande hoffnungslos geworden war, verließen zwischen 1949 und 1952 in einem Massenexodus 90 % der rund 36.000 libyschen Juden das Land. Sie gingen überwiegend nach Israel, siedelten aber auch teilweise nach Rom und in andere italienische Städte über. Um die verbliebenen Juden während des Sechstagekriegs (5. Juni bis zum 10. Juni 1967) vor der Volkswut zu schützen, entschied die libysche Regierung, sie in einem Lager außerhalb von Tripoli bzw. in einer Kaserne in Bengasi unterzubringen. Gleichwohl gab es mehrere Tote und zahlreiche Brandschatzungen sowie Plünderungen von Synagogen, Läden und Häusern – auch in den neuen Judenquartieren. Besonders Italien half bei der Evakuierung der Flüchtlinge.

## Herrschaft Gaddafis

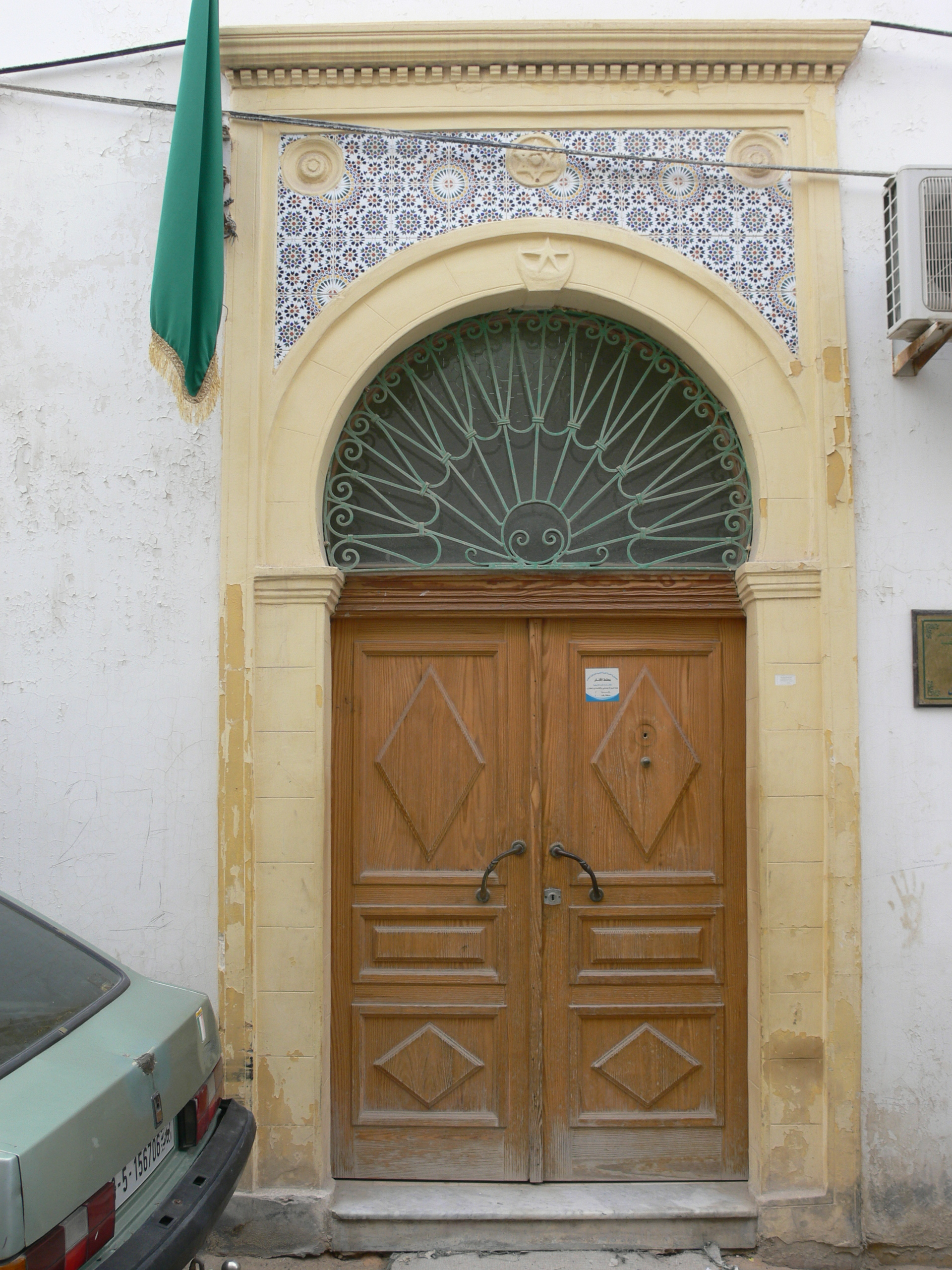
Dar E Serousi Synagoge und Hebräischschule in der Altstadt von Tripolis

Muammar al-Gaddafi entmachtete am 1. September 1969 in einem unblutigen Staatsstreich König Idris I., der im Ausland weilte. Zu dieser Zeit blieben im Land um die 100 Juden. Er verschärfte die Bestimmungen bezüglich des Verbleibs von Juden im Land und der Verstaatlichung des Besitzes ausgewanderter oder abwesender Juden. Synagogen wurden in Moscheen umgewandelt oder geschlossen. Alleine in Tripolis gab es vor der Vertreibung der Juden 62 Synagogen. Die im Jahre 1628 gebaute Sla-El-Kebira-Synagoge wurde eine Moschee, das Gebäude der früheren Dar-E-Serousi-Synagoge und hebräischen Schule wurde 1994 erneuert und als Stadtarchiv genutzt, und die Dar-Bishi-Synagoge, an deren Einweihung einst der italienische König Viktor Emanuel III. teilgenommen hatte, wurde verschlossen und dem Verfall preisgegeben.
Als am 10. Oktober 2003 die 81-jährige Rina Debash zu ihrem Neffen David Gerbi nach Rom übersiedelte, war damit das jüdische Leben in Libyen völlig erloschen – anders als in allen anderen arabischen Ländern. Kultur und Bräuche der libyschen Juden aber lebten weiter und bereicherten in vielfacher Hinsicht die neue Heimat der Flüchtlinge. Etwa 200.000 Menschen in Israel und Italien, aber auch in Großbritannien, den USA und in anderen Ländern gelten heute als Nachfahren libyscher Juden. Lokale Gruppierungen und vor allem die World Organization of Libyan Jews (WOLJ) versuchen deren Interessen wahrzunehmen und die Erinnerung an die alte Heimat wachzuhalten. Dazu dienen unter anderem das Museum in Or Jehuda und eine spezielle Libyenabteilung des jüdischen Museums in Rom.

## Bürgerkrieg
Als 2011 im Verlauf des Arabischen Frühlings der Bürgerkrieg in Libyen ausbrach, der mit dem Sieg der Rebellen und dem Tod Gaddafis endete, war Antisemitismus auch bei den Revolutionären anzutreffen. Um Gaddafis Herkunft hatte es schon immer mehr oder weniger ernstzunehmende Gerüchte gegeben, er habe jüdische Vorfahren. Nun tauchten besonders an öffentlichen Gebäuden häufig Graffiti der Aufständischen auf, die ihn als Juden und Handlanger Israels beschimpften. Der Experte für das libysche Judentum, Maurice Roumani, meinte nach dem Ende des Gaddafi-Regimes in einem Interview durch Manfred Gerstenfeld vom Jerusalem Center of Public Affairs: „Libysche Juden begrüßten fast einhellig den Sturz Muammar Gaddafis; sie glaubten, er verdiene sein Schicksal. Gaddafi war berüchtigt dafür antiisraelisch zu sein.“
Schon früh hatte die World Organization of Libyan Jews (WOLJ) versucht, mit dem Nationalen Übergangsrat der Aufstandsbewegung Kontakt aufzunehmen. David Gerbi, ein italienischer Analytischer Psychologe, der als Zwölfjähriger mit seinen Eltern aus Tripolis nach Italien geflohen war, besuchte 2011 als WOLJ-Delegierter zunächst Bengasi. Im Kampfgebiet der Berber, einer in Gaddafis Libyen diskriminierten Minderheit, wurde er besonders herzlich empfangen. Als er aber in einer medienwirksamen Aktion in Tripolis die Mauer, die den Eingang zur Dar-Bishi-Synagoge versperrte, einriss und ankündigte, er wolle die Synagoge wieder aufbauen, wurde er in der Folge von einer Miliz bedroht und musste fliehen. Seine Einladung zu einem Kongress der Berber (International Forum of the Constitutional Rights of the Amazigh of Libya) anlässlich ihres Neujahrfestes am 12. Januar 2013 in Tripolis wurde in letzter Minute mit der Begründung zurückgezogen, sein Besuch sei „verfrüht“.
M. Roumani sagte nach Gerbis Versuch der Öffnung der Dar-Bishi-Synagoge über den Nationalen Übergangsrat (TNC): „Ein Jude, der kommt, um jüdisches Erbe wiederherzustellen, in einem Land, in dem eine Revolution läuft, ist das Letzte, was der TNC am Hals haben wollte.“ Nach einer Volkswahl wurde inzwischen das Provisorium TNC am 8. August 2012 durch den libyschen Allgemeinen Volkskongress abgelöst. Aber angesichts der weiterhin instabilen Lage im Lande sind Entschädigungen für enteignetes Privat- und Kollektiveigentum der Flüchtlinge, die Wiederherstellung von Synagogen und Friedhöfen sowie die Möglichkeit, auf der Suche nach den eigenen Wurzeln nach Libyen zu reisen oder zurückzukehren, nach wie vor nicht absehbar.

### Alija nach Israel
| Zeitraum | 1948–1951 | 1952–1960 | 1961–1971 | 1972–1979 | 1980–1989 | 1990–1999 | 2000–2006 |
| Anzahl   | 30.972    | 2.079     | 2.466     | 219       | 66        | 0         | 25        |

Quelle 